# Oslonac
Oslonac  ili veza u statici (mehanici) je mehanički ili fizički dio (uređaj) koji ograničava ili sprječava gibanje nekog tijela. Ako se tijelo ili čestica ne može od oslonca odvojiti, oslonac se naziva postojanim (na primjer prsten na užetu), u protivnom oslonac je nepostojan. Na primjer uteg na stolu može se premještati po stolu i pri tome se oslonac ne prekida, ali se može i podići, a time je oslonac prekinut. Oslonci koje ne zavise od vremena zovu se stacionarni oslonci, a one koje zavise od vremena su nestacionarni oslonci .
Razlikuju se unutarnji i vanjski oslonci sustava. Unutarnji oslonci sprječavaju relativni pomak pojedinih tijela unutar sustava. Prema tome, ako su oslonci ona tijela koja pripadaju promatranom sustavu, onda su to unutarnje oslonci i obratno. Materijalni sustav koji ima samo unutarnje oslonce zove se slobodni sustav. Djelovanje oslonaca na materijalni sustav očituje se u tome što oslonci sprječavaju, odnosno mijenjaju gibanje sustava koje bi priložene vanjske sile pobudile kad bi sustav bio slobodan. Zbog toga se može smatrati da oslonci stvaraju isto djelovanje kao i sile, pa se u statici djelovanje oslonaca, prema četvrtom pravilu statike, zamjenjuje silama koje se zovu reakcije oslonaca  ili samo reakcije.
Sile koje ne zavise od oslonaca zovu se zadane (aktivne), a reakcije oslonaca zavisne (pasivne) sile. Reakcije oslonaca razlikuju se od zadanih sila koje djeluju na tijelo u tome što njihovi iznosi uvijek zavise od zadanih sila i nisu unaprijed poznate. Na primjer, pri krutom štapu reakcija oslonca ima pravac djelovanja uzdužne osi, a takva veza može prenositi vlačne i tlačne sile.
Ako se kruto tijelo oslanja na idealno glatku površinu (bez trenja), onda dodirna točka s površinom može slobodno po njoj kliziti, ali se ne može pomicati u pravcu normale na površinu. Prema tome, reakcija N idealno glatke površine usmjerena je u pravcu normale na tangencijalnu ravninu kroz dodirnu točku. Kad je veza s trenjem, pojavljuje se u dodirnoj točki još i tangencijalna reakcija FT. Ukupna ili totalna reakcija takvog oslonca nagnuta je od normalne reakcije za neki kut φ.
Savitljivo uže bez težine može prenositi samo vlačne sile u pravcu svoje uzdužne osi. Ako je uže prebačeno preko koloture ili remenice (bez trenja), mijenja se samo pravac sile u užetu, dok iznos sile ostaje isti. Iz toga slijedi da je reakcija oslonca uvijek usmjerena suprotno pravcu i smjeru u kojem veza sprječava gibanje tijela.

## Označavanje različitih vrsta oslonaca
| Naziv             | Prikaz oslonca | Oznaka | Ograničenja | Ograničenja | Ograničenja | Reakcija | Reakcija |
| Naziv             | Prikaz oslonca | Oznaka | Okomito     | Vodoravno   | Moment sile | Smjer    | Broj     |
| ----------------- | -------------- | ------ | ----------- | ----------- | ----------- | -------- | -------- |
| Pomični oslonac   |                |        | ○           | ×           | ×           |          | 1        |
| Pomični oslonac   |                |        | ○           | ×           | ×           |          | 1        |
| Nepomični oslonac |                |        | ○           | ○           | ×           |          | 2        |
| Uklještenje       |                |        | ○           | ○           | ○           |          | 3        |